# هرمیتیج (میزوری)
هرمیتیج (به انگلیسی: Hermitage) یک شهر در ایالات متحده آمریکا است که در شهرستان هیکوری، میزوری واقع شده‌است. هرمیتیج ۳٫۲۴ کیلومتر مربع مساحت و ۴۶۷ نفر جمعیت دارد و ۲۵۰ متر بالاتر از سطح دریا قرار دارد.